# ГЕС Брокен-Боу
ГЕС Брокен-Боу — гідроелектростанція у штаті Оклахома (Сполучені Штати Америки). Використовує ресурс із річки Маунтін-Форк, лівої притоки Літтл-Рівер, котра в свою чергу є лівою притокою Ред-Ривер (впадає праворуч до Атчафалайа — західного рукава дельти Міссісіпі).
У межах проекту річку перекрили земляною греблею висотою від тальвегу 67 метрів (від підошви фундаменту — 69 метрів) та довжиною 1227 метрів, яка потребувала 3,9 млн м3 матеріалу. Вона утримує водосховище з площею поверхні 83 км2 та об'ємом 1972 млн м3, в якому припустиме коливання рівня у операційному режимі між позначками 170 та 183 метра НРМ (у випадку повені — до 191 метра НРМ).
Від греблі під лівобережним масивом прокладено дериваційний тунель до розташованого за 0,5 км вирівнювального резервуару баштового типу. Далі ресурс надходить до наземного машинного залу, обладнаного двома турбінами типу Френсіс потужністю по 51,5 МВт, які працюють при напорі від 170 до 195 метрів (номінальний напір 183 метри).
Відпрацьована вода по відвідному каналу завдовжки 0,15 км повертається до Маунтін-Форк, при цьому, оскільки річка після греблі описує вигнуту на захід велику дугу, відстань між греблею та виходом каналу по руслу становить 5,5 км.